# Piros Könyvek
A Piros Könyvek 20. század eleji magyar szépirodalmi könyvsorozat, amely a Singer és Wolfner kiadó gondozásában Budapesten jelent meg az 1900-as évek első évtizedében, és a következő köteteket tartalmazza:
- 1. Sebők Zsigmond. Kossuth Lajos élete. (47 l.)
- 2. Sebők Zs. Petőfi. (56 l.)
- 3–4. Lampérth Géza. Három pápai diák kalandozásai a Balatonon. Első és második utazás. (63, 59 l.)
- 5. Lampérth Géza. Pápai diákok kalandozásai a Bakonyban, képekkel. (44 l.)
- 6. Mikszáth Kálmán. Huszár a teknőben és más elbeszélések. (46 l.)
- 7–8. Gaal Mózes. Bem apó és a székelyek. (Egy vén székely huszár elbeszélése. Három székely fiú. Elbeszélés. A két elb. egy kötetbe kötve. (96 l.)
- 9. Herczeg Ferenc. Az új nevelő. Elbeszélés. Képekkel. (42 l.)
- 10–11. Madarassy László. A kis hadsereg. Elbeszélés a szabadságharc idejéből. Képekkel. 2. kiadás. (87 l.)
- 12. Krúdy Gyula. Hortobágy. Elbeszélés. (64 l.)
- 13–14. Margitay Dezső. Tilos a páva. Elbeszélés. (91 l.)
- 15. Sas Ede. Biharország. Utazás a régi várak és barlangok világában. (64 l.)
- 16–17. Fiatal leányok színműtára. Herczeg Ferenc: A tolvaj. Barta Irén: A haza, Tábori Róbert: A királyné keztyűi. Móra István: A levél. Lengyel Laura: A próba. Rudnay Róza: Húshagyó kedd. (32, 32, 32, 16, 16, 31 l.)
- 18. Lőrinczy György. Báró Eötvös József. A serdültebb ifjúság számára. (48 l.)
- 19–21. Tábori Róbert. A temesvári királybíró. Regényes elbeszélés az ifjúság számára. (162 l.)
- 22. Sebők Zsigmond. A kis mérnökök. (58 l.)
- 23. Egri György. Mátyás király. (54 l.)
- 24–26. Gaal Mózes. Mindent a hazáért. Történeti elbeszélés. 2. kiadás. Képekkel. (149 l.)
- 27–28. Tóth Béla. Anekdoták. Képekkel. (91 l.)
- 29–31. Benedek Elek. Mesemondó. Elbeszélés az ifj. szám. (136 l.)
- 32. Garády Viktor. A piros köpönyeg. Elbeszélés a magyar szabadságharcból. (48 l.)
- 33. Sas Ede. Vörösmarty Mihály. (64 l.)
- 34. Sebők Zsigmond. Két árvizes gyerek. Elbeszélés a magyar ifjúság számára. (87 l.)
- 35. Bodonyi Nándor. Szegény ember fia. Elbeszélés. Képekkel. (56 l.)
- 36. Sas Ede. Toldy költője. (Arany János élete.) (56 l.)
- 37. Egri György. Jókai Mór. Babérlevelek. Cipruslombok. (48 l.)
- 38–39. Sas Ede. Kurucok csillaga. Képekkel. (93 l.)
- 40–41. Lőrinczy György. A bizófalvi harang szava. Elbeszélés. Mühlbeck Károly rajzaival. (95 l.)
- 42. Perényi Lajos. A hazáért! Hazafias történetek. (48 l.)
- 43. Krúdy Gyula. Túl a Királyhágón. Képekkel. (48 l.)
- 44. Egri György. Mátyás király. Életrajz tükördarabokban. Mühlbeck Károly rajzaival. (54 l.)
- 45. Krúdy Gyula. A dévényi fazekas. Elbeszélés. (47 l.)